# Zębacz pasiasty
Zębacz pasiasty, zębacz pospolity, zębacz smugowy, wilk morski (Anarhichas lupus) – gatunek słonowodnej ryby okoniokształtnej z rodziny zębaczowatych (Anarhichadidae).

## Występowanie
Występuje w wodach północnego Oceanu Atlantyckiego i przyległych morzach (spotykany również w Bałtyku), na głębokościach od 1–500 m p.p.m., na skalistym, piaszczystym lub mulistym dnie.

## Charakterystyka
Osiąga przeciętnie 50–80 cm, maksymalnie do 150 cm długości, maksymalna odnotowana masa ciała wynosi 23,6 kg. Ubarwienie zmienne, szaroniebieskie, czarne lub rdzawobrązowe. W poprzek ciała przebiega 10–15 ciemnych pasów zachodzących na płetwę grzbietową.
Ryba o bardzo mocnych szczękach i zębach. Nie jest agresywna. Groźnie wyglądające zęby służą zębaczom do rozłupywania jeżowców, skorup twardych ślimaków, krabów i innych podobnych składników ich pożywienia.
Po wewnętrznym zapłodnieniu samica składa ikrę na dnie. Samiec broni złożonej ikry do wylęgu larw. Poza okresem rozrodu przebywają samotnie.

## Znaczenie gospodarcze
Mięso zębacza jest białe i jędrne. Jest bardzo smaczne i dlatego uchodzi za  przysmak w wielu krajach.
Nazwy w innych językach: po angielsku zwany Atlantic catfish lub Atlantic wolffish, po islandzku ― steinbítur.